# Evangelii Nuntiandi
Evangelii Nuntiandi, in italiano L'impegno dell'annuncio del Vangelo è la dodicesima esortazione apostolica di papa Paolo VI, promulgata l'8 dicembre 1975, Solennità dell'Immacolata Concezione della B. V. Maria. Fu redatta dal papa sulla base delle proposizioni formulate al termine della III Assemblea Generale Ordinaria del Sinodo dei Vescovi dedicato allo stesso tema, e che si svolse in Vaticano dal 27 settembre al 26 ottobre dell'anno precedente.

## Suddivisione del testo
Introduzione
1. Dal Cristo evangelizzatore alla Chiesa evangelizzatrice
2. Che cosa significa evangelizzare
3. Il contenuto dell'evangelizzazione
4. Le vie dell'evangelizzazione
5. I destinatari dell'evangelizzazione
6. Gli operai dell'evangelizzazione
7. Lo spirito dell'evangelizzazione
Conclusione

## Citazioni
"Non c'è vera evangelizzazione se il nome, l'insegnamento, la vita, le promesse, il Regno, il mistero di Gesu di Nazareth, Figlio di Dio, non siano proclamati." (EN 22)

## Influenza
Nelle parole del cardinale Tagle, la Evangelii nuntiandi fu il documento di Paolo VI più apprezzato da papa Francesco.
Papa Francesco ha definito la Evangelii nuntiandi come «il più grande documento pastorale scritto fino ad oggi» e ha invitato vescovi e cardinali a leggerlo e rileggerlo. La sua prima esortazione apostolica, la Evangelii gaudium, cita la Evangelii nuntiandi in una sezione dedicata alla pietà popolare.